# Westmoreland (Kansas)
Westmoreland es una ciudad ubicada en el condado de Pottawatomie el estado estadounidense de Kansas. En el año 2010 tenía una población de 778 habitantes y una densidad poblacional de 555,71 personas por km².

## Geografía
Westmoreland se encuentra ubicada en las coordenadas 39°23′41″N 96°24′51″O / 39.39472, -96.41417 (39.394770, -96.414154).

## Demografía
Según la Oficina del Censo en 2000 los ingresos medios por hogar en la localidad eran de $31,583 y los ingresos medios por familia eran $40,833. Los hombres tenían unos ingresos medios de $26,071 frente a los $19,844 para las mujeres. La renta per cápita para la localidad era de $17,290. Alrededor del 11.5% de la población estaban por debajo del umbral de pobreza.